# 오트마어 발터
오트마어 쿠어트 헤어만 발터(독일어: Ottmar Kurt Herrmann Walter; 1924년 3월 6일~ 2013년 6월 16일)는 독일의 전 축구 선수로, 현역 시절 스트라이커로 활약했다.
그는 친형 프리츠 발터와 카이저슬라우테른에서 활약했다. 둘은 1954년 월드컵에서도 서독 국가대표팀 일원으로 한배를 타며 사상 첫 독일의 월드컵 우승을 일구어냈다. 발터는 총 20번의 서독 국가대표팀 경기에 출전해 10골을 기록했다. 그는 카이저슬라우테른에서 활약하며 역대 최다인 321번의 리그와 컵 경기에서 총 336골을 폭격했다. 발터는 1942년에 7-1로 이긴 발트호프 만하임전에서 최우측 공격수로서 18세의 나이로 1군 신고식을 치렀다.
제2차 세계 대전 시절, 발터는 전쟁해군에 징집되어 오른쪽 무릎 중상을 당했다. 몇 차례 수술 끝에, 그는 1958년에 축구화를 벗었다.

## 경력

### 구단 경력
카이저슬라우테른 출신인 발터는 두 형제 프리츠와 루트비히와 함께 인근의 카이저슬라우테른에 입단했다. 1942년에 소속 구단 신고식을 치른 후, 그는 킬의 해군으로 보내졌고, 이후 홀슈타인 킬의 선수가 되었다.
1940년대 말까지, 발터는 카이저슬라우테른의 중앙 공격수로 활약했다. 형 프리츠와 마찬가지로 공을 우아하게 다루었고, 발이 빠르고 강하게 차넣는 데 도가 텄다. 중앙 공격수로서, 그는 측면으로 자주 빠지기도 했다.

### 은퇴 후
현역 은퇴 후, 그는 1954년부터 세를 놓은 주유소 경영에 집중했다. 계약 체결 후, 발터는 눈에 잘 띄지 않는 결정적인 조항을 눈치채지 못했고, 계약 해지 시 주유소와 주유소 부지 위의 물품은 새 임차인에게 양도될 것이라는 내용이 있었다. 1969년에 이 사달이 발생하면서, 발터는 자살을 기도했다. 그러나, 이 자살 시도는 "충격 상황에서의 충동적 행동"이었다고 회고했다. 이후, 발터는 카이저슬라우테른시에서 공무를 수행했다.
그는 2013년 6월 16일에 영면에 들었다.